# Fernande Valignat
Fernande Valignat, née le 23 janvier 1906 à Montluçon (Allier) et morte le 10 décembre 1993 au Perreux fut une résistance française, combattante des brigades internationales et une des premières dirigeantes communistes au lendemain de la seconde guerre mondiale en France, dirigeante de l'Union des femmes françaises (UFF), membre pendant deux décennies du comité central du PCF et adjointe de Jeannette Vermeersch, dont elle était très proche, à la tête de la section femmes du PCF.

## Biographie

### Avant-guerre
Fernande Valignat est née née le 23 janvier 1906 à Montluçon (Allier) et a adhéré au Parti communiste en 1932 après avoir été secrétaire des comités Amsterdam-Pleyel de l’Allier. En conflit avec le maire socialiste de Montluçon Marx Dormoy (Allier), elle fut déplacée se rendit en Espagne, avec son mari, comme combattante des brigades internationales, en juillet 1936. 

### Résistance
Révoquée début 1940 puis arrêtée à son domicile en septembre peu « après une prise de parole sur un marché », elle fut « internée à Brens dans le Tarn puis en Lozère et enfin emprisonnée à Toulouse, à la prison Saint-Michel". » Acquittée en juillet 1943 lors d'une procédure pour participation à un mouvement de rébellion, elle fut de force envoyée au camp de Riaucrau (Lozère).

### Après-guerre
Après la guerre, elle intègre le Comité départemental de libération de l'Allier puis rompt, en 1946, avec son mari Pierre Valignat, qui durant la guerre avait exprimé une distance croissante à l’égard du PCF et s'était opposé à Léon Feix en Algérie. 
En 1947, elle entre au comité central du PCF, fonction qui lui fut renouvelée en 1950, 1954, 1956, en 1959, 1961, 1964 et 1967,. Au siège parisien de la direction du PCF elle gère la section femmes avec Mounette Dutilleul, que supervisait Jeannette Vermeersch. Elle est alors adjointe de Jeannette Vermeersch, dont elle était très proche, à la tête de la section femmes du PCF.
Parallèlement, à partir du 14 octobre 1947, elle siège à la commission des éditions  du PCF, avec sa secrétaire Blanche Gerbal, rédactrice en chef puis directrice du journal Filles de France. Fernande Valignat transmet l'avis de Jeannette Vermeersch ou de Maurice Thorez sur les articles en projet et les jeunes journalistes « rédigent les articles dans le sens indiqué. »
Elle entre en confit avec les "Amies de la Paix", association constituée en juillet 1946 pour gagner les femmes qui ne souhaitaient pas rejoindre l'UFF, présidée par Agnès Humbert, collaboratrice de Jean Cassou, sur "laquelle se sont abattues les foudres" de Jeannette Vermeersch. Fernande Valignat demande à Auguste Lecœur sa restructuration le 8 décembre 1950.
Elle participe à la même époque à l'éviction de célèbres résistants comme Roger Pannequin et Charles Tillon, obtenant un rapport contre ce dernier « établi par un de ses neveux » et qui « détaille ses propos dans les réunions familiales et guettant la moindre divergence politique. » Elle prit ensuite, dans les rangs du PCF, la tête de la banlieue nord-est de Paris et fut pendant quatorze ans "une très influente secrétaire fédérale",. 
Après avoir été en 1961-1962 troublée par l'« affaire Casanova-Servin », elle affirma, comme son amie Jeannette Vermeersch, son hostilité à la ligne du Parti communiste après la mort de Maurice Thorez, ainsi qu'à la personne du nouveau secrétaire général Waldeck Rochet, se posant comme très critique par rapport à la politique d’union de la gauche préconisée par lui. En 1967, elle entre en conflit avec Henri Martin, qui s'oppose à ses méthodes de direction de la nouvelle fédération de la Seine-Saint-Denis, issue du découpage administratif décidé 1964, causant une crise et « le départ de l’une et de l’autre. »